# NGC 6629
NGC 6629 (другие обозначения — PK 9-5.1, ESO 522-PN26) — планетарная туманность в созвездии Стрелец.
Этот объект входит в число перечисленных в оригинальной редакции «Нового общего каталога».